# In der Freiheit 2
Das Gebäude In der Freiheit 2 ist eine denkmalgeschützte Villa in der bergischen Großstadt Solingen. Im Vorgarten des Hauses, zur Straße gelegen, befindet sich ein bemerkenswerter Gartenpavillon im maurischen Stil.

## Geschichte
Das Haus wurde für den aus Gräfrath stammenden Tafelmesserreider und späteren Stahlwarenfabrikanten Friedrich von der Kohlen errichtet. Dieser wählte für das Wohnhaus das Eckgrundstück der heutigen Wuppertaler Straße (Bundesstraße 224) zur Schulstraße. Das 1874 gegründete Unternehmen des Bauherrn wurde im Hinterhof des Hauses betrieben.:136 Im Jahr 1887 wurde gegenüber von der Villa an der Bahnstrecke Solingen–Wuppertal-Vohwinkel der Bahnhof Solingen-Gräfrath eröffnet, dessen Empfangsgebäude in einem ähnlichen Baustil gestaltet war.:46f.
Am 6. November 1984 wurde das Haus samit zugehörigem Gartenpavillon unter der Nummer 164 in die Denkmalliste der Stadt Solingen eingetragen.
Nachdem sich 2013 ein neuer Eigentümer für die Villa gefunden hatte, wurde sie Mitte der 2010er Jahre denkmalgerecht saniert und das verwilderte Grundstück aufgewertet. Nach Absägen alter Tannen auf dem Grundstück war auch der aus der Bauzeit des Hauses stammende, aber heruntergekommene Gartenpavillon wieder sichtbar. Die neuen Eigentümer sanierten auch den Pavillon und erhielten für ihre Bemühungen um dessen Erhalt den Denkmalschutzpreis 2018 des Bergischen Geschichtsvereins, Abteilung Solingen e. V.

## Architektur

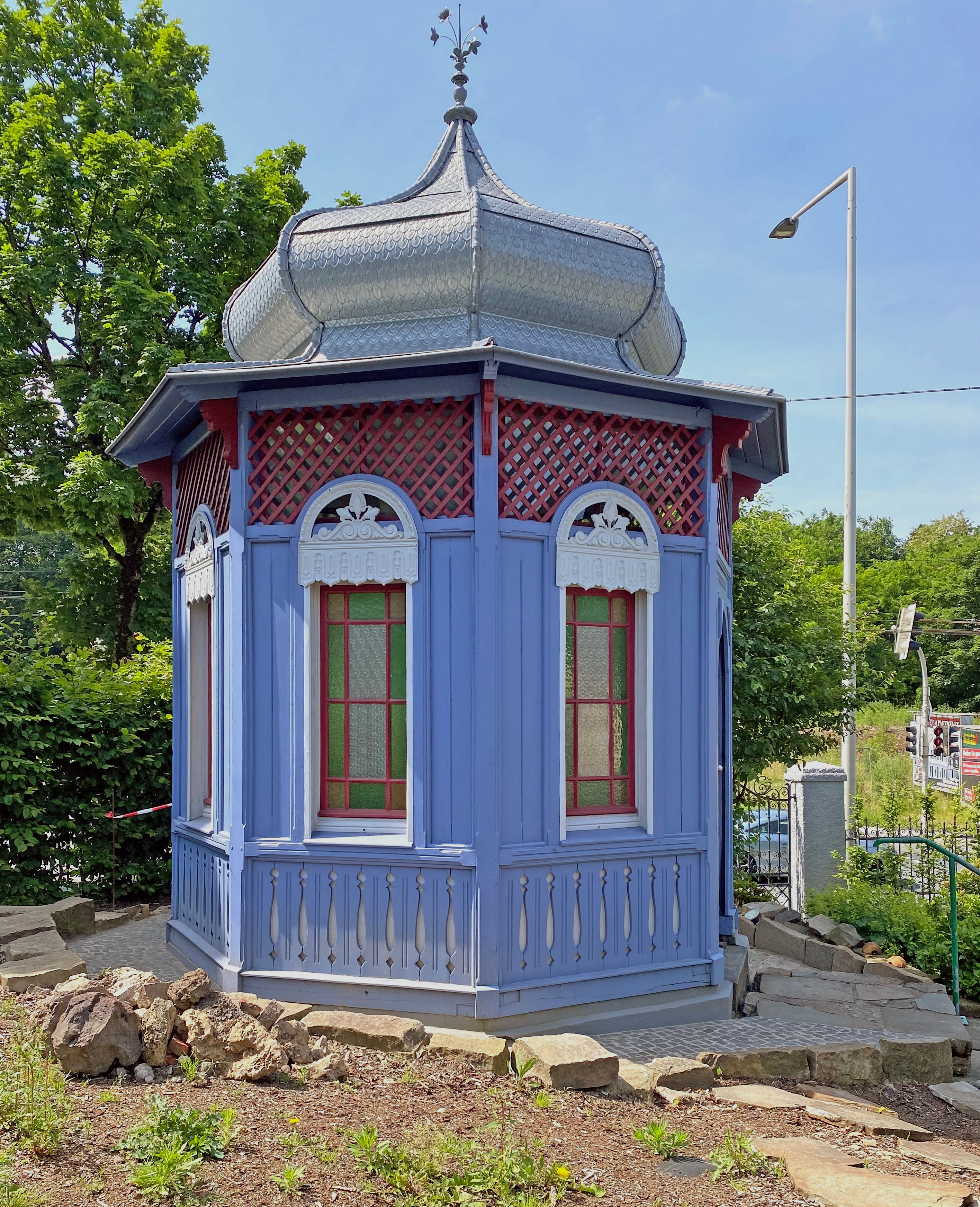
Maurischer Pavillon

Bei dem Gebäude handelt es sich um ein zweigeschossiges, traufenständiges Fachwerkhaus mit Schieferfassade im Schweizer Landhausstil. Es wurde aus der Bauflucht der Straße zurückgenommen und erstreckt sich auf einem verschachtelten Grundriss im hinteren Teil des Grundstücks. Die siebenachsige Straßenfassade wird durch einen zweiachsigen Giebelrisaliten dominiert. Es wird durch flache Satteldächer mit weiten Überständen gedeckt.:136 Die nicht im Original erhaltene Haustür wurde im Zuge der Sanierung durch einen Nachbau ersetzt. 
Im Vorgarten befindet sich ein achteckiger, hölzerner Gartenpavillon mit Pagodendach aus Metall, der im maurischen Stil gestaltet wurde.